# 30 août 1949
Le mardi 30 août 1949 est le 242e jour de l'année 1949.

## Naissances
- Bernard Dizambourg, universitaire français
- Brian Yuzna, cinéaste américain
- Chris Latta (mort le 12 juin 1994), réalisateur yougoslave
- Dominique Lauvard, gymnaste artistique française
- Don Boudria, homme politique canadien
- Gaston Tremblay, poète canadien
- Peter Maffay, acteur de cinéma et de télévision, compositeur de musique de film
- Radovan Tadic, réalisateur yougoslave
- Ricardo Vilas, chanteur de variétés
- Stuart Agnew, personnalité politique britannique

## Décès
- Arthur J. Jefferson (né le 21 janvier 1862), acteur anglais
- Jean Sinoël (né le 13 août 1868), acteur français
- Sevasti Qiriazi (née en 1871), patriote albanaise